# Abdullah Músza
Abdullah Músza (arabul: عبد الله موسى عبد الله; Dubaj, 1958. március 2. –) emirátusi válogatott labdarúgókapus.

## Pályafutása

### Klubcsapatban
A Shabab Al Ahli csapatában játszott.

### A válogatottban
Az Egyesült Arab Emírségek válogatottjával. részt vett az 1984-es Ázsia-kupán és az 1990-es világbajnokságon, de egyetlen mérkőzésen sem lépett pályára.